# Peter Molyneux

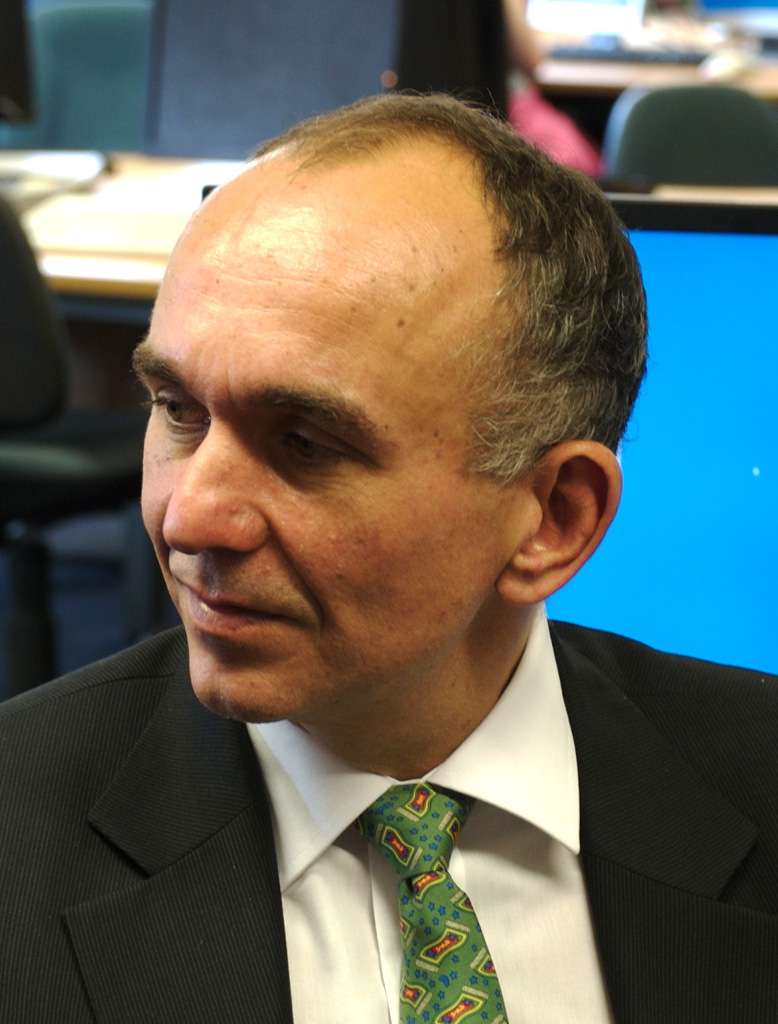
Peter Molyneux an der Universität Southampton

Peter Douglas Molyneux, OBE (* 5. Mai 1959 in Guildford, Surrey, England) ist ein britischer Spieleentwickler. Er gilt als Erfinder der sogenannten Göttersimulationen.

## Leben
Peter Molyneux leidet an Dyslexie. Seine Handschrift ist unleserlich. In der Schule hatte er schlechte Noten. Nach dem College arbeitete er in einem Marktforschungsunternehmen, wo er erstmals mit Computern in Berührung kam. Autodidaktisch lernt er das Programmieren. Sein Erstlingswerk die Wirtschaftssimulation The Entrepreneur findet kaum Beachtung. 1987 gründet er mit Freund Les Edgar in Guildford ein kleines Softwareunternehmen namens Taurus Impact Systems welches die Buchhaltungssoftware Acquisition erstellte. Mit Aufkommen der 16-Bit-Architektur und des Commodore Amiga, der vielfach für Computerspiele verwendet wird, wird die Firma in Bullfrog Productions umbenannt und konzentriert sich fortan auf die Entwicklung von Spielen.
1989 erschien ihr Erstlingswerk Populous. Auch mit den folgenden Spielen konnte Peter Molyneux mit Bullfrog große Erfolge feiern und sich früh einen Ruf als innovativer Entwickler sichern. Zu seinen bekanntesten Spielen jener Zeit gehören u. a. Syndicate, Theme Park, Magic Carpet und Dungeon Keeper. Im August 1997 verließ Molyneux Bullfrog Productions, da er sich von Electronic Arts, die Bullfrog 1995 gekauft hatten, in seiner Kreativität zu sehr eingeschränkt fühlte, um das Entwicklerstudio Lionhead Studios in England zu gründen. Ihr erstes Spiel, Black & White, weist deutliche Ähnlichkeiten mit dem Prinzip von Populous auf. Wieder schlüpft der Spieler in die Rolle eines Gottes, der eine direkte Kontrolle über das von „Menschen“ bewohnte Spieluniversum ausübt. Black & White dreht sich um eine „göttliche Kreatur“, die den Avatar des vom Spieler verkörperten „Gottes“ darstellt. Lionhead wurde im April 2006 Microsoft Game Studios angegliedert. Peter Molyneux arbeitete mit einem Team an einem bisher unbenannten Spiel, das auf dem Projekt Dimitri aufbaut, das Molyneux einst als Technologie-Flaggschiff von Lionhead bezeichnete. Im März 2008 erklärte Molyneux, dass das Spiel auf einer überragenden Entdeckung im Bereich der Künstlichen Intelligenz aufbaue.
2004 wurde Molyneux in die Academy of Interactive Arts and Sciences’ Hall of Fame aufgenommen. Anfang des Jahres 2005 wurde er in Anerkennung seiner Dienste für die Computer- und Videospiel-Industrie in den Order of the British Empire aufgenommen. Von dem französischen Kulturministerium wurde er mit dem Ordre des Arts et des Lettres ausgezeichnet.
Im Juni 2009 gab Molyneux über seinen Twitter-Account bekannt, zum Creative Director der Microsoft Game Studios Europe befördert worden zu sein. Diese Position nahm er bis März 2012 zusätzlich neben seinem Wirken bei Lionhead wahr. Am 7. März 2012 wurde bekannt, dass Molyneux die Microsoft Game Studios und Lionhead verlassen hat, um bei dem von ihm mitgegründeten Entwicklerstudio 22Cans in Guildford zu arbeiten. Dort arbeitete er zusammen mit einigen alten Weggefährten wie beispielsweise Tim Rance, der bereits an der Gründung der Lionhead Studios beteiligt war, an neuen „Gameplay-Experimenten“. Das erste „soziale Experiment“ von insgesamt 22 trug den Titel Curiosity.
Für das über Kickstarter finanzierte Spiel Godus erntete Molyneux massive Kritik, da er die getätigten Versprechen nicht einhalten konnte. Daraufhin kündigte Molyneux an, sich aus der Pressearbeit um seine Spiele komplett zurückzuziehen.

## Persönlichkeit und Auftreten
Peter Molyneux ist dafür bekannt, über neue Projekte seines Studios hochtrabende Ankündigungen zu machen, besondere Features und Inhalte zu versprechen und geradezu euphorisch über potenzielle Spielinhalte zu reden. Dieses hat ihm in der Vergangenheit viel Kritik von Spielern und der Presse eingebracht. Nach dem Erscheinen des Spiels Fable, das den hohen Erwartungen nicht gerecht wurde, hatte sich Peter Molyneux sogar persönlich für nicht eingehaltene Versprechen in Bezug auf bestimmte Spielelemente entschuldigt und Besserung gelobt. Molyneuxs Führungsstil gilt als chaotisch.
Trotzdem gilt Peter Molyneux als einer der innovativsten Spieleentwickler, insbesondere da er bestrebt ist, den Spieler vor knifflige Entscheidungen zu stellen. So steht in Molyneuxs letzten Projekten stets die Wahl des Spielers für Gut oder Böse im Vordergrund.

## Spiele

### Veröffentlicht
- Vor Bullfrog Productions
  - 1984 – The Entrepreneur (Designer/Programmierer)
  - Druid 2
- Bullfrog Productions
  - 1987 – Fusion (Designer/Programmierer)
  - 1989 – Populous (Designer/Programmierer)
  - 1989 – Populous: The Promised Lands (Designer/Programmierer)
  - 1990 – Powermonger (Designer/Programmierer)
  - 1991 – Populous II – Trials of the Olympian Gods (Designer/Programmierer)
  - 1993 – Syndicate (Produzent)
  - 1994 – Theme Park (Projektleiter/Lead Programmierer)
  - 1994 – Magic Carpet (Executive Producer)
  - 1995 – Hi-Octane (Executive Producer)
  - 1996 – Genewars
  - 1997 – Dungeon Keeper (Projektleiter/Designer)
  - 1997 – Theme Hospital
- Lionhead Studios
  - 2001 – Black & White (Idee/Lead Designer/Programmierer)
  - 2004 – Fable (Designer)
  - 2005 – Fable: The Lost Chapters (Designer)
  - 2005 – The Movies (Executive Designer)
  - 2005 – Black & White 2 (Lead Designer)
  - 2006 – The Movies: Stunts & Spezialeffekte (Executive Designer)
  - 2006 – Black & White 2: Battle of the Gods (Lead Designer)
  - 2008 – Fable II (Designer/Programmierer)
  - 2010 – Fable III (Designer/Programmierer)
  - 2013 – Fable: The Journey
- 22Cans
  - 2012 – Curiosity – What’s Inside the Cube? (Designer/Programmierer)
  - 2013 – Godus

### In Entwicklung
- Dimitri (Entwicklungsstand unbekannt/mit anderem Projekt kombiniert)
- The Room (Prototyp/Technologie-Demo)
- Mi-/Project X (unbekannter Titel)
- Legacy
- Masters of Albion

### Entwicklung eingestellt
- The Indestructibles
- B.C.[13]
- Unity[13]
- Dungeon Keeper 3
- Black and White 3[13]
- Milo (Technologie-Demo)[14]